# Decoupage

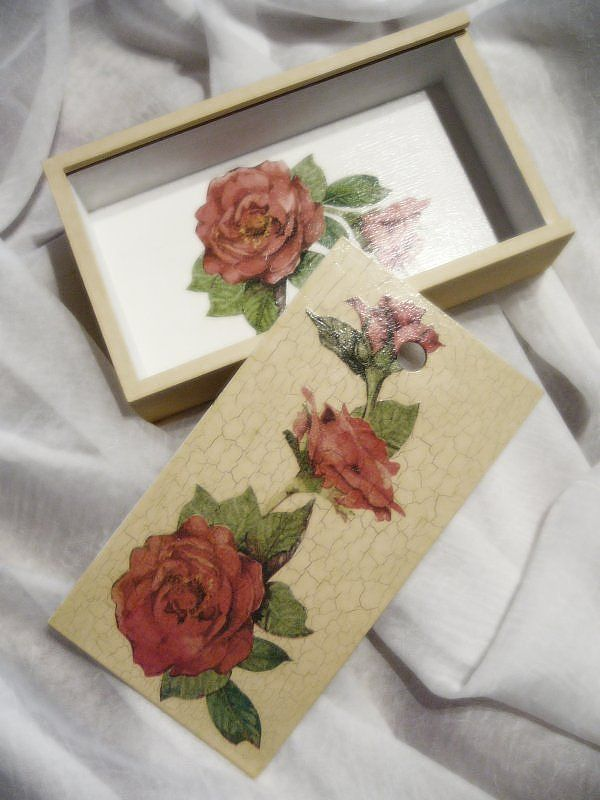
Decoupage

Decoupage oder Découpage ist die Kunst, ein Objekt zu dekorieren, indem farbige Papierausschnitte in Kombination mit speziellen Farbeffekten, Blattgold und anderen dekorativen Elementen darauf geklebt werden. Üblicherweise wird ein Gegenstand wie eine kleine Schachtel oder ein Möbelstück durch Ausschnitte aus Zeitschriften oder aus speziell angefertigten Papieren abgedeckt. Jede Schicht wird mit Lacken (oft mehrere Schichten) versiegelt, bis das „aufgeklebte“ Erscheinungsbild verschwindet und das Ergebnis wie gemalt oder eine Einlegearbeit aussieht. Bei der traditionellen Technik wurden 30 bis 40 Lackschichten verwendet, die dann zu einem polierten Finish geschliffen wurden.
Dreidimensionales Decoupage (manchmal auch einfach als Decoupage bezeichnet) ist die Kunst, ein dreidimensionales (3D) Bild zu erstellen, indem Elemente unterschiedlicher Größe aus einer Reihe identischer Bilder ausgeschnitten und übereinander geschichtet werden, normalerweise mit Abstandhaltern zwischen jeder Schicht, um dem Bild mehr Tiefe zu verleihen.
Pyramiden-Decoupage (auch Pyramide genannt) ist ein Prozess, der der 3D-Decoupage ähnelt. Bei der Pyramiden-Decoupage wird eine Reihe identischer Bilder in immer kleinere, identische Formen geschnitten, die übereinandergelegt und mit selbstklebenden Schaumstoffabstandshaltern fixiert, um einen 3D-Pyramideneffekt zu erzielen.

## Ursprünge
Das Wort Decoupage kommt aus dem mittelfranzösischen „Decouper“ und bedeutet, etwas auszuschneiden. Der Ursprung der Decoupage ist vermutlich die ostsibirische Grabkunst. Nomadenstämme verwendeten ausgeschnittene Filze, um die Gräber ihrer Verstorbenen zu schmücken. Aus Sibirien kam die Praxis nach China, und im 12. Jahrhundert wurde ausgeschnittenes Papier verwendet, um Laternen, Fenster, Kisten und andere Gegenstände zu dekorieren. Im 17. Jahrhundert war Italien, insbesondere Venedig, führend im Handel mit Fernost, und es wird allgemein angenommen, dass die ausgeschnittenen Papierdekorationen über diese Handelsbeziehungen ihren Weg nach Europa fanden.

## Florentiner Decoupage
Handwerker in Florenz, Italien, stellen seit dem 18. Jahrhundert dekorative Objekte mit Decoupage-Techniken her. Sie kombinierten Decoupage mit anderen in Florenz bereits beliebten dekorativen Techniken wie Vergoldung mit Blattgold und geschnitzten Holzmustern. Diese älteren Techniken wurden bereits verwendet, um Gegenstände wie Möbel, Rahmen für Gemälde und sogar bearbeitete Leder-Buchumschläge herzustellen. Diese als florentinisches Kunsthandwerk bekannten Gegenstände sind heute hochsammelbare Antiquitäten. Florentiner Handwerker verwendeten Decoupage, indem sie es dem Platz innerhalb eines geschnitzten vergoldeten Rahmens hinzufügten oder indem sie das Decoupage einer Holztafel hinzufügten. Handwerker verwendeten geklebte Reproduktionen berühmter Kunstwerke, fast immer religiöse Darstellungen. Florentiner Triptychen, die Decoupage-Bilder von biblischen Szenen wie der Kreuzigung verwenden, sind ein häufiges Motiv. Als die Gesellschaft zu Beginn des 20. Jahrhunderts säkularer wurde und nicht-römisch-katholische Touristen mehr Kunsthandwerk von florentinischen Handwerkern kauften, wurden Decoupage-Bilder weniger religiös orientiert und reflektierten mehr berühmte italienische Kunstwerke im Allgemeinen.

## Materialien für Decoupage-Kunsthandwerk

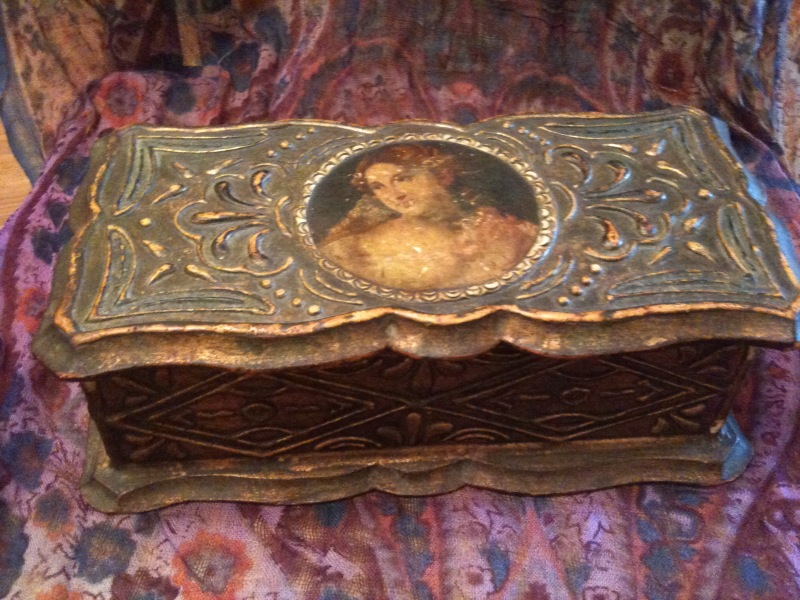
Decoupage Florentiner Stil Box

Gängige Haushaltsmaterialien können verwendet werden, um Effekte zu erzielen. Hier ist eine kurze Liste, was benötigt wird:
- Etwas zum Decoupieren. Beispiele sind: Möbel, Fotoalben, Teller, Keramik, Regale, Rahmen, Spiegel.
- Bilder zum Decoupieren. Diese können aus unzähligen Quellen stammen: Zeitungen, Zeitschriften, Kataloge, Bücher, gedruckte Cliparts, Geschenkpapier, Grußkarten, Stoff, Seidenpapier, Spitze, Papierservietten
- Schneidgerät. Es können Scheren, Bastelmesser oder Rasierklingen verwendet werden.
- Kleben. Standardleim funktioniert am besten, wenn er mit etwas Wasser verdünnt wird. Spezialkleber finden Sie in den meisten Kunsthandwerksgeschäften.
- Glätter. Ein Holzstiel vom Stieleis funktioniert gut. Ein Brayer ist ein Spezialwerkzeug wie ein Miniatur-Nudelholz, mit dem Falten entfernt, überschüssiger Klebstoff entfernt und Bilder geglättet werden können.
- Klebeverteiler. Viele Dinge im Haushalt  können dafür verwendet werden: Wattestäbchen, Pinsel, Schwämme.
- Lappen, Schwämme, Seidenpapier zum Abwischen von Klebstoff und anderen Reinigungsmitteln.
- Versiegelung. Kleber oder ein anderes Decoupage-Medium kann als Versiegelung verwendet werden. Alternativ werden üblicherweise Polyurethan, Sprühacryl, Epoxidharz oder andere Lacke verwendet.

## Erwähnenswerte Decoupeure
Jemand, der Decoupage macht, ist als Decoupeur oder „Cutter“ bekannt. Im Alter von 71 Jahren wurde Mary Delany am Hofe von George III. und Königin Charlotte von England dank der Decoupage-Begeisterung des 18. Jahrhunderts berühmt. 1771 begann sie, ausgeschnittene Papierkunstwerke (Decoupage) zu schaffen, wie es die Mode für Hofdamen war. Ihre Arbeiten waren außergewöhnlich detaillierte und botanisch genaue Darstellungen von Pflanzen. Sie verwendete Seidenpapier und Koloration, um diese Stücke herzustellen. Sie schuf 1700 dieser Werke und nannte sie ihre „Papiermosaiken“ im Alter von 71 bis 88 Jahren, als ihr Sehvermögen versagte. Sie sind immer noch in der Enlightenment Gallery im British Museum of Art zu sehen. Jay (Terry) Jones, ein bemerkenswerter Decoupeur aus Waynesburg, Pennsylvania, hält mehrere Guinness-Weltrekorde für seine umfangreiche Decoupage-Sammlung. Richard Basile, ein bekannter New Yorker Kunstsammler und Unternehmer, erlangte als Decoupeur Bekanntheit, als seine aufwändigen floralen Dekorationsarbeiten 2014 auf dem Festival Foire internationale d'art contemporain in Paris ausgestellt wurden. Basile hatte seine gesammelten Werke über mehr als ein Jahrzehnt entwickelt während der Arbeit im Keller des Hauses seiner Eltern in New England.
2020 bis 2023 fertigte Königin Margrethe II. von Dänemark für den Film „Ehrengard: Die Geschichte einer Verführung“ 81 Découpagewerke als Vorlage für Bühnenbilder, Innenräume und Landschaften des Films.

## Bibliografie
- Hiram Manning: Manning on Decoupage. Dover Publications, 1980, ISBN 0-486-24028-2.
- Durwin Rice: New Decoupage – Transforming your home with paper, glue, and scissors. Potter Craft, 2008, ISBN 0-307-39611-8 (online).